# Euchlanis incisa
Euchlanis incisa är en hjuldjursart som beskrevs av Carlin 1939. Euchlanis incisa ingår i släktet Euchlanis och familjen Euchlanidae. Arten är reproducerande i Sverige. Inga underarter finns listade i Catalogue of Life.